# Aethriscus pani
Aethriscus pani là một loài nhện trong họ Araneidae.
Loài này thuộc chi Aethriscus. Aethriscus pani được Roger de Lessert miêu tả năm 1930.